# Vidiškiai
Vidiškiai is een plaats in de gemeente Ukmergė in het Litouwse district Vilnius. De plaats telt 528 inwoners (2001).